# Ephyrodes gorgoniopsis
Ephyrodes gorgoniopsis är en fjärilsart som beskrevs av Paul Dognin 1919. Ephyrodes gorgoniopsis ingår i släktet Ephyrodes och familjen nattflyn. Inga underarter finns listade i Catalogue of Life.